# Бамбора
Бамбора (абх. Бамбаоура, Бамбоура) — посёлок в Абхазии, исторически входит в село Лыхны.

## Этимология названия
Бамбоура может переводится с абхазского как место сбора ваты или хлопка.

## История
Во времена русско-кавказской войны Бамбора стала полем боевых действий, позже русским военным укреплением.
В поселке расположилась 7-я российская военная база.
Бамбора по инфраструктуре является более развитой и приближенной к городу частью Лыхны, в поселке есть большой интернациональный квартал «Военный городок».